# Bismarckbrilvogel
De Bismarckbrilvogel (Zosterops hypoxanthus) is een zangvogel uit de familie Zosteropidae (brilvogels).

## Verspreiding en leefgebied
Deze soort is endemisch op de Bismarck-archipel en telt 3 ondersoorten:
- Z. h. hypoxanthus: Umboi, Nieuw-Brittannië, Watom en Mioko.
- Z. h. ultimus: de eilanden van Lavongai en Nieuw-Brittannië.
- Z. h. admiralitatis: Manus (Admiraliteitseilanden).